# Gustav Kraatz

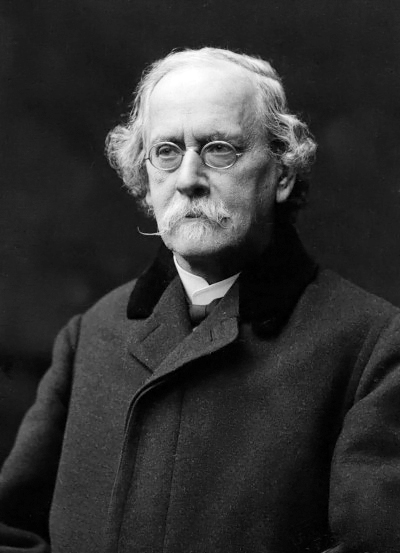
Gustav Kraatz

Ernst Gustav Kraatz (ur. 13 marca 1831 w Berlinie, zm. 2 listopada 1909, tamże) – niemiecki entomolog. 

## Życie i działalność naukowa
Zajmował się głównie chrząszczami. Pierwszą pracę naukową opublikował w wieku 18 lat. W latach 1850–53 studiował prawo w Heidelbergu i w Bonn, ale porzucił nieinteresujące go studia i ukończył studia przyrodnicze na Uniwersytecie Fryderyka Wilhelma w Berlinie w 1856 roku, gdzie później pracował jako profesor. Pozostawił około 1400 prac, opisał kilkaset nowych dla nauki gatunków chrząszczy. Pod koniec życia stracił wzrok. 

## Działalność organizatorska
Był założycielem Berlińskiego Stowarzyszenia Entomologów (niem. Berliner Entomologischer Verein) w 1856, Niemieckiego Towarzystwa Entomologicznego (niem. Deutsche Entomologische Gesellschaft) w 1881, którego przewodniczącym był nieprzerwanie przez 25 lat, oraz Niemieckiego Entomologicznego Muzeum Narodowego (niem. Deutsches Entomologisches Nationalmuseum) w 1886.
Jego zbiory znajdują się w Niemieckim Instytucie Entomologicznym (niem. Deutsches Entomologisches Institut).

## Prace
- Die Staphylinen-Fauna von Ostindien, inbesondere der Insel Ceylan. Archiv für Naturgeschichte, 25(1), 1-193, Taf. 1-3 (1859) PDF1 (9,5 MB) PDF2 (7,3 MB)
- Neue Käfer vom Amur. Deutsche Entomologische Zeitschrift, 23, 121-144, Taf. 2. (1879) PDF (14 MB)
- Naturgeschichte der Insecten Deutschlands. Abt. 1. Coleoptera. Zweiter Band. Berlin: Verlag der Nicolaischen Buchhandlung, viii+1080 pp (1856-57) PDF1 PDF2 PDF3 PDF4 PDF5 PDF6 PDF7 PDF8 PDF9 PDF10 PDF11